# Bordj Ben Azzouz
Bordj Ben Azzouz (em árabe: برج بن عزوز) é uma cidade e comuna localizada na província de Biskra, Argélia. Segundo o censo de 2008, a população total da cidade era de 12 702 habitantes.